# Gramma loreto
Gramma loreto — вид риб поширених у рифових середовищах тропічної західної частини атлантичного океану. Також часто утримуються в акваріумах.

## Вигляд

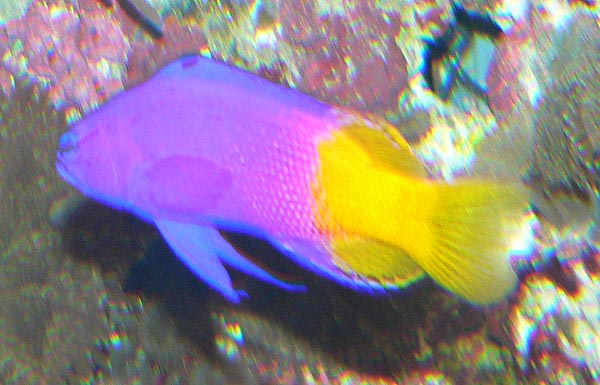
Gramma loreto

Може бути забарвлена від світло пурпурного до темно фіолетового починаючи з голови, і зливається в жовто-золотий на хвості. Також характеризується чорною плямою на початку спинного плавця і чорною смугою на оці. Найбільший представник виду досягнув 8 см. Зовні схожа на Pictichromis paccagnellae за винятком двох відмінностей: остання має прозорі плавці і замість градієнту має чітку зміну в кольорі.

## Живлення
Здебільшого їсть зоопланктон і ракоподібних. Також є чистильником — усуває ектопаразитів, які живуть на шкірі риб, а також їсть мертві залишки ракоподібних і риб.

## Поширення

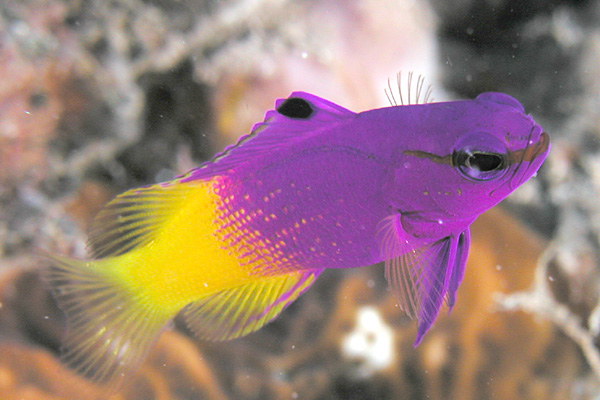
біля острова Сент-Кіттс

Природне середовище охоплює Венесуелу, Багамські, Бермудські та Малі Антильські острови, води центральної Америки і північної частини південної Америки. Вид надає перевагу плавати біля дна на глибині від 1 до 20 метрів.

## Розмноження
Самці будують гнізда між камінням з водоростей. Самиця тоді відкладає 20-100 яєць у гніздо. Розмір ікринок близько 1 мм. Вони мають виступи на поверхні з малими нитками, якими тримаються на водоростях. Виводок вилуплюється через 5-7 днів.

## Акваріум
Через відносно мирну поведінку, раціон і малий розмір, вид часто використовують для акваріумів з коралами та іншими безхребетними. Проте можуть бути більш агресивними в малих акваріумах. Знаходять щілини між камінням для схованки, і тримаються тієї частини акваріума. Енергійно захищають свою територію, відганяючи малих риб. Позиціюють себе паралельно до найближчої поверхні, можуть плавати прямо вверх чи вниз, а іноді догори черева під планками.